# Holstebromotorvejen
Holstebromotorvejen er en 29 km lang motorvej mellem Sinding og Holstebro N. Den er en del af primærrute 18.
Motorvejen åbnede for trafik i 2017 og 2018.

## Forløb
Motorvejen begynder ved det tilslutningsanlæg, der sammenkobler den nordlige afslutning af Messemotorvejen (Sekundærrute 502) samt motortrafikvejen nord om Herning (Primærrute 18). Herfra fortsætter den nord om Sinding samt vest om Aulum, hvor den forløber tæt på den gamle hovedvej. Motorvejen endte midlertidig i Herningvej ved frakørsel (20) Tvis, indtil motorvejen op til Holstebro N var færdig i september 2018. Motorvejen forsætter derpå øst om Tvis, hvor den går i en bue øst om Holstebro. Den passerer forstaden Mejrup Kirkeby ved Viborgvej og derefter Skivevej samt krydser Den vestjyske længdebane, jernbanen mellem Esbjerg og Struer. Motorvejen slutter i Hjermvej i den nordlige del af Holstebro, hvor Primærrute 18 derefter forsætter som almindelig firesporet hovedvej til Struer Landevej og Primærrute 11.

## Historie
Folketinget vedtog i 1996 en projekteringslov for udbygning af Primærrute 18 Vejle–Herning–Holstebro til motorvej eller motortrafikvej. Formålet hermed var at styrke den regionale tilgængelighed og koble Midt- og Vestjylland op på de overordnede motorvejsforbindelser. I årene mellem 1999 og 2010 besluttede Folketinget, at Primærrute 18 skulle anlægges som motorvej mellem Vejle og Herning med et forløb øst om Herning, og som motortrafikvej på strækningen nord om Herning til den eksisterende motortrafikvej ved Sinding. Motorvejen og motortrafikvejen ved Herning blev åbnet for trafik i 2006, og den samlede motorvej (Midtjyske Motorvej) mellem Vejle og Herning stod færdig i 2014.
Med aftale om “Bedre veje mv.” fra december 2009 mellem Socialdemokraterne, Socialistisk Folkeparti, Venstre, Dansk Folkeparti, Liberal Alliance og Det Konservative Folkeparti blev der i 2009-2010 gennemført en forundersøgelse for en motorvej på strækningen mellem Herning og Holstebro. I forlængelse heraf blev det besluttet, at forundersøgelsen også skulle belyse, hvordan det kommende regionssygehus i Gødstrup ved Herning mest hensigtsmæssigt kunne forbindes til motorvejen. På baggrund af forundersøgelsen besluttede parterne samt Det Radikale Venstre i 2011 at gennemføre en VVM-undersøgelse, som skulle udgøre det endelige beslutningsgrundlag for projektet. 
VVM-undersøgelsen blev gennemført i perioden fra april 2011 til august 2012. VVM-processen blev indledt med en offentlighedsfase, hvor der blev afholdt borgermøder, og borgerne blev opfordret til at indsende idéer og forslag til undersøgelsen. Arbejdet blev fulgt af et teknikerudvalg med deltagelse af Holstebro Kommune, Herning Kommune samt Naturstyrelsen. VVM-undersøgelsen omfattede et antal forskellige linjeføringer for motorvejen Herning og Holstebro og en forbindelsesvej til Gødstrup samt en forlængelse af Nordre Ringvej i Holstebro. VVM-redegørelsen var fremlagt i en offentlig høring fra den 25. juni til den 27. august 2012.
Folketinget besluttede i en bred trafikaftale i marts 2013, at der skulle anlægges en motorvej mellem Herning og Holstebro og en vejforbindelse til Gødstrup. I april 2013 aftalte forligskredsen, at Holstebromotorvejen skulle etableres som motorvej i en linjeføring fra Holstebro N til Sinding nordvest for Herning, og herfra videreføres som motorvej (Messemotorvejen) på vejforbindelsen til det kommende sygehus ved Gødstrup frem til krydsningen ved Primærrute 15. Den aftalte linjeføring er baseret på VVM-redegørelsens “alternativ 4”, dog således, at strækningen syd for Herning fra Messemotorvejen til Snejbjerg ikke skulle udbygges til motorvej.
Folketinget vedtog den 26. december 2013 anlægslov nr. 1608 ”Lov om anlæg af Holstebromotorvejen”.
Første spadestik til Holstebromotorvejen blev taget i marts 2015. Motorvejen mellem Sinding og Tvis åbnede syv måneder før tid den 27. november 2017, mens det sidste stykke af motorvejen mellem Tvis og Holstebro N åbnede 29. september 2018.

## Etaper
| Motorvejsetaper | Motorvejsetaper | Motorvejsetaper | Motorvejsetaper | Motorvejsetaper | Motorvejsetaper | Motorvejsetaper | Motorvejsetaper           |
| Fra             | Frakørsel       | Til             | Frakørsel       | Antal spor      | Km              | Åbningsår       | Bemærkninger              |
| --------------- | --------------- | --------------- | --------------- | --------------- | --------------- | --------------- | ------------------------- |
| Sinding         |                 | Tvis            | 20              | 4               | 14              | 2017            | Åbnede 27. november 2017  |
| Tvis            | 20              | Holstebro N     |                 | 4               | 15              | 2018            | Åbnede 29. september 2018 |